# Patriotes Demòcrates Progressistes
Els Patriotes Democràtes Progressistes (PDP) són un partit polític de Trinitat i Tobago fundat el 2016. Actualment, és el segon partit més gran de la política de Tobago després de la decadència de l'Organització del Poble de Tobago (TOP). El partit té la voluntat de presentar-se a les eleccions locals de Trinitat i a totes les eleccions generals, llançant-se oficialment com a partit nacional l'1 de maig de 2022. Més tard, PDP va fer públic un pla per a la independència de Tobago.
A les eleccions a la Cambra de l'Assemblea de Tobago del gener de 2021, el partit va guanyar el mateix nombre d'escons (6) que el Consell del Moviment Nacional Popular de Tobago, trencant la seua ratxa de guanyar totes les eleccions a la Cambra de l'Assemblea de Tobago des de 2001.
Això va provocar, després, que es convocaren eleccions anticipades a la Cambra de l'Assemblea de Tobago el desembre de 2021 per a trencar l'empat i aconseguir un augment del nombre d'escons legislatius de 12 a 15 per evitar futurs empats. En aquestes eleccions, el PDP va guanyar 14 dels 15 escons disponibles, un fet sense precedents, que va posar fi a 21 anys consecutius de control del PNM sobre l'Assemblea. Farley Chavez Augustine, membre del PDP, va jurar com a 5é secretari en cap de l'Assemblea de Tobago el 9 de desembre de 2021.
L'any 2022, 13 membres de l'Assemblea de Tobago del PDP van abandonar el partit a causa de diferències i desacords amb el líder, Watson Duke. Els membres que van abandonar el partit van governar Tobago de manera independent. Així, Duke es va quedar com a únic membre de l'Assemblea del PDP.